# حب مستحيل
حب مستحيل (بالفرنسية: Un amour impossible)‏ هو فيلم دراما فرنسي من إخراج كاترين كورسيني مبني على رواية تحمل نفس الاسم للكاتبة كريستين أنغوت. الفيلم من بطولة فرجينيا افيرا، جيني بيث ونيلز شنايدر.

## وصلات خارجية
- حب مستحيل على موقع IMDb (الإنجليزية)
- حب مستحيل على موقع روتن توميتوز (الإنجليزية)
- حب مستحيل على موقع ألو سيني (الفرنسية)
- حب مستحيل على موقع قاعدة بيانات الفيلم (الإنجليزية)
- حب مستحيل على موقع ليتربوكسد (الإنجليزية)
- حب مستحيل على موقع كينوبويسك (الروسية)